# 烏姆圖卜
36°41′N 6°34′E / 36.683°N 6.567°E

烏姆圖卜（阿拉伯语：‎），是阿爾及利亞的城鎮，位於該國東北部斯基克達省，由烏姆圖卜區負責管轄，面積180平方公里，2008年人口34,458人，人口密度每平方公里191人。